# Strzelanina w szkole w Sanskim Moście
Strzelanina w szkole w Sanskim Moście – strzelanina, do której doszło 21 sierpnia 2024 w gimnazjum w mieście Sanski Most w kantonie uńsko-sańskim w Bośni i Hercegowinie. Uzbrojony w karabin automatyczny były woźny szkoły Mehmed Vukalić otworzył ogień do współpracowników, zabijając 3 osoby, po czym podjął nieudaną próbę samobójczą; była to najkrwawsza strzelanina szkolna w historii Bośni i Hercegowiny.

## Przebieg
Strzelanina wydarzyła się ok. 10:15 rano w szkole gimnazjalnej w Sanskim Moście, gdy niedawno zwolniony z pracy w szkole woźny otworzył ogień z karabinu w stronę dyrekcji i nauczycieli szkoły w trakcie spotkania pracowników na sali gimnastycznej. 3 osoby zginęły w wyniku zdarzenia (dyrektor, nauczycielka języka angielskiego oraz sekretarka). Po ataku sprawca, Mehmed Vukalić, podjął próbę samobójczą strzelając sobie w klatkę piersiową, ale przeżył i w stanie bardzo ciężkim został przewieziony do szpitala.